# Left Behind (canção de Cansei de Ser Sexy)
Left Behind é uma canção da banda de rock alternativo brasileira Cansei de Ser Sexy, lançada em 14 de julho de 2008 pelo segundo álbum do grupo, Donkey.

## Videoclipe
Dirigido e produzido por Renata Abbade, o videoclipe foi lançado no mesmo dia do single, 14 de julho de 2008 no canal oficial da banda no Youtube. O clipe mostra uma garota usando mascaras e paralelamente a banda tocando e dançando a música.

## Faixas
UK CD single (WEA449CD)
1. "Left Behind" - 3:31
2. "Cannonball" - 3:23

UK 7" Vinyl (WEA449)
1. "Left Behind"
2. "Blackwing"

UK 7" Vinyl (WEA449X)
1. "Left Behind"
2. "I Fly" (Demo)

## Posições
| Paradas (2006/2007)               | Posições |
| --------------------------------- | -------- |
| Finlândia (Finnish Singles Chart) | 18       |
| Reino Unido (UK Singles Chart)    | 78       |